# Недачин, Семён Васильевич
Семён Васи́льевич Неда́чин (1 [13] февраля 1884 — после 1938) — русский востоковед, цензор, церковный писатель, публицист, библиограф, военный журналист, чиновник Министерства внутренних дел и Министерства иностранных дел Российской империи. Во время Гражданской войны — контрразведчик-белогвардеец; во время белой эмиграции в Китае — сотрудник китайских разведслужб.

## Биография

### Карьера чиновника
Семён Недачин происходил из семьи православного священника. Биографические сведения о нём далеки от полноты, и его отношение к смоленским священникам Недачиным, откуда происходил московский педагог Василий Павлович Недачин, остаётся невыясненным. После окончания факультета восточных языков Санкт-Петербургского университета (по другим данным, Института восточных языков во Владивостоке) начал службу чиновником цензурного ведомства в Главном управления по делам печати. Летом 1907 года Семён Васильевич посетил Японию, побывал в Токийской семинарии, где увидел работу общества японских православных христиан, организовавших «Православное товарищество духовного утешения военнопленных». Это общество произвело впечатление на Недачина тем, что в его работе принимали участие не только православные христиане, но и инославные, и даже буддисты. Возвратившись в столицу, с 1 декабря 1907 года Недачин осуществлял цензурный контроль за изданиями на японском и корейском языках, выходивших в Российской империи.
27 февраля 1909 года Семён Недачин был назначен на службу в Министерство внутренних дел и направлен в Главное управление по делам печати. 1 ноября 1910 года он становится старшим помощником цензора Центрального комитета иностранной цензуры (ЦКЦИ) «с оставлением при прежних занятиях» в Главном управлении по делам печати. 1 января 1912 года Недачин назначается секретарем столичного комитета по делам печати. С 16 февраля 1912 он принимает участие в работе Петербургского комитета по делам печати в качестве члена комитета. Затем 23 ноября 1913 года Недачин вновь направляется на службу в Главное управление по делам печати. А спустя два месяца, 18 января 1914 года, он был переведён на службу в Министерство иностранных дел. 13 августа 1914 его определяют в должность военного цензора при военно-цензурной комиссии Петрограда. С 21 апреля 1915 года Недачин вновь член столичного комитета по делам печати, в это время он состоял на службе одновременно и в Министерстве внутренних дел, и в Министерстве иностранных дел. Последние изменения в карьере Недачина в качестве чиновника цензурного ведомства произошли в июне 1916 года.

### Недачин-журналист

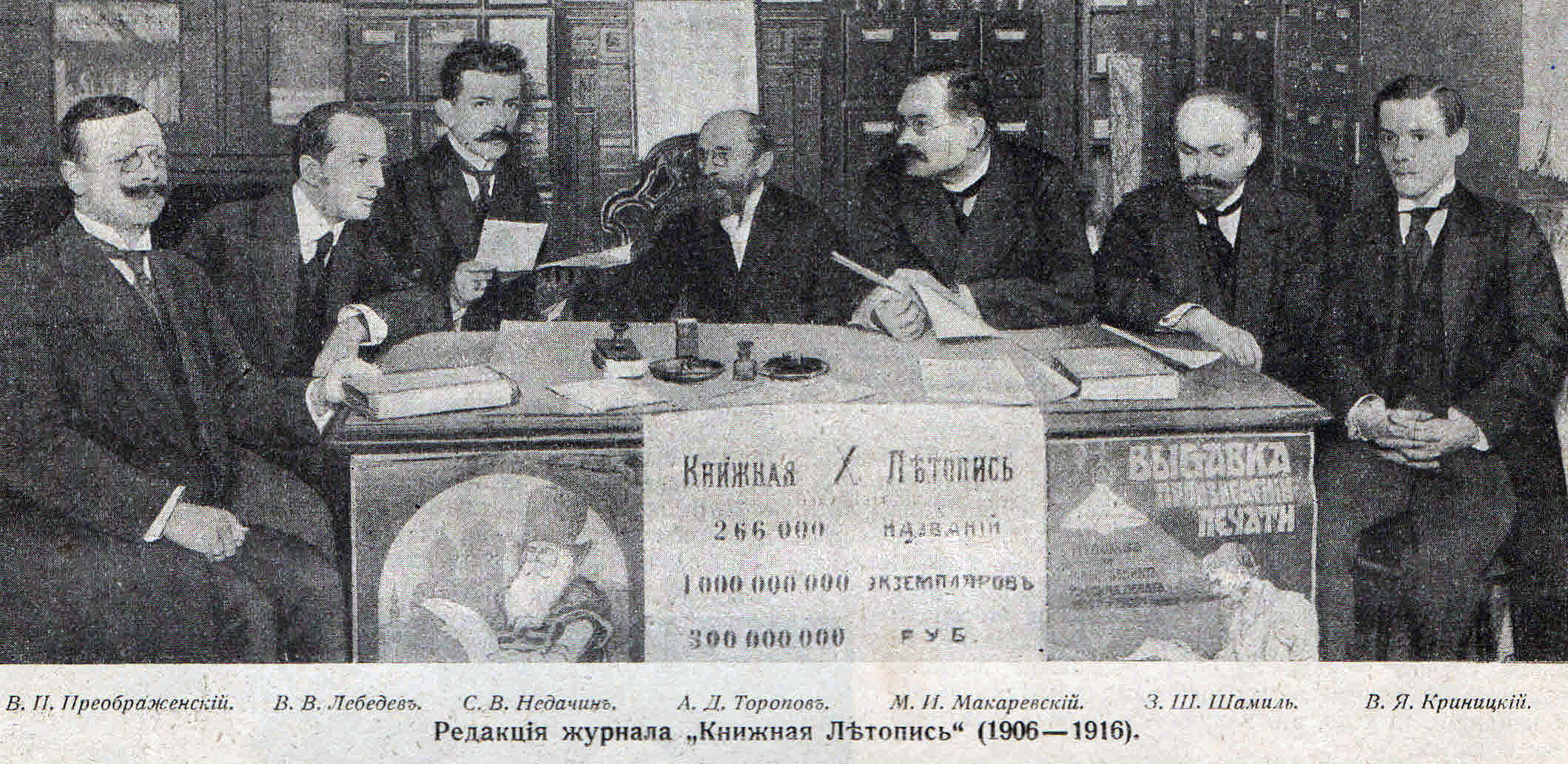
Десятилетие журнала «Книжная летопись», 1917 г. С. В. Недачин третий слева

Помимо цензорской деятельности С. В. Недачин сам был активно пишущим журналистом. Как публицист и военный журналист под различными псевдонимами он принимал участие во многих газетах и журналах: «Летопись войны», «Новое время», «Московские ведомости», «Вечернее время», «Биржевые ведомости», «Россия», «Колокол», «Сельский вестник», «Голос Руси», «Нива», «Русское чтение», «Христианское чтение», «Миссионерское обозрение», а также в других изданиях. Будучи чиновником Главного управления по делам печати, Семён Недачин принимал участие в работе государственного библиографического указателя «Книжная летопись», основанного начальником Главного управления по делам печати в 1903—1912 гг. сенатором А. В. Бельгардом. «Книжная летопись» была задумана, в первую очередь, в интересах цензурного ведомства. Еженедельник публиковал перечни всех издаваемых в России периодических и непериодических изданий, вместе с данными о новинках книжного рынка печатались перечни книг, не допущенных к продаже, распоряжения об уничтожении и приостановке изданий и т. п.
Недачин был связан (не только в качестве цензора) и с другими библиографическими изданиями. В РГАЛИ хранится письмо Недачина Н. Г. Мартынову, издателю и редактору библиографических журналов «Книжный вестник» и «Книжная биржа», владельцу книжных магазинов. Отдел библиографии он вёл и в других изданиях, где являлся сотрудником, в частности, в «Ниве», где рецензировал литературу японско-корейской тематики, труды русских ориенталистов.

### Православный публицист и востоковед

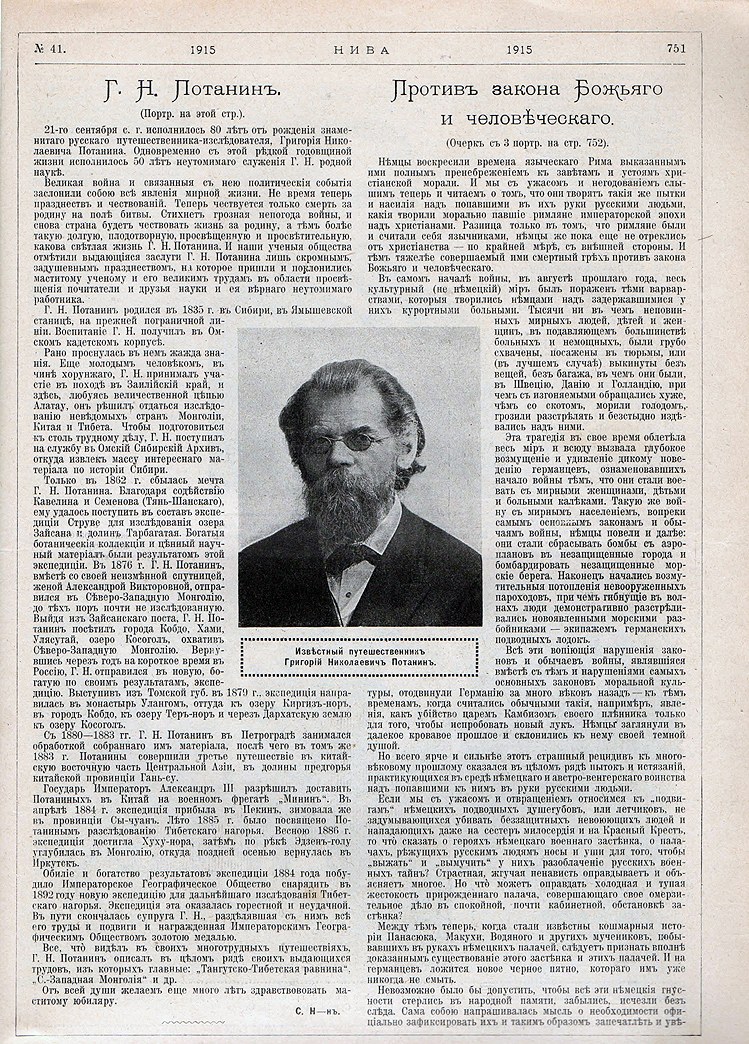
Статья С. В. Недачина о Г. Н. Потанине в «Ниве», 1915, № 41

В качестве православного публициста Недачин исследовал миссионерскую деятельность Русской православной церкви в Японии и в Корее. Перу Недачина принадлежат материалы, посвящённые жизни святителя Николая Японского, в том числе некролог архиепископа Японского. Выдержки из этого некролога с упоминанием его автора вошли в официальное «Житие Святителя Николая Японского», приуроченное к его канонизации в 1970 году:

С. Недачин пишет: При отсутствии железных дорог юноша должен был тащиться по ужасным и теперь ещё Вельским трущобам к губернскому городу Смоленску для получения образования в духовной семинарии. Далеко не все семинаристы того времени ездили учиться на лошадях. Очень многим из них, наиболее бедным, к числу которых принадлежал и мальчик Касаткин, приходилось идти пешком на протяжении свыше 150 верст, чтобы явиться в стены семинарии.— «Святитель Николай Японский». Житие.

### Военный публицист
С начала Первой мировой войны Недачин вёл неустанную пропагандистскую работу на страницах различных газет и журналов по разъяснению смысла этой войны, каким она виделась чиновникам Министерства внутренних дел и Министерства иностранных дел («На помощь в честь Бельгии»; «Мы и они»; «Под стягом великой войны» и т. д.). В своих военных очерках Недачин-публицист провозглашал официальную позицию правительства по доведению Первой мировой войны до победного конца. Шовинистический пафос Недачина находил своё выражение в надеждах на покорение Константинополя, который в ближайшем будущем, по его убеждению, должен стать русским Царьградом: 

Близится желанный час осуществления великой и светлой мечты всего христианского мира, лелеемой в течение пяти веков. Константинополь не сегодня-завтра станет христианским, европейским, русским, православным.— С. Н-чин, «Смесь». Ежемесячные литературные и популярно-научные приложения к журналу «Нива», 1915, май, стлб. 143.

### Годы революции и эмиграция
Годы революции вынудили Недачина сменить карьеру петербургского чиновника цензурного ведомства на дипломатическую службу в Китае. При Временном правительстве вплоть до 1918 года Семён Васильевич работал секретарём и переводчиком Российского консульства в Кульдже. Кульджа — приграничный с Россией китайский город провинции Синьцзян неподалёку от города Верный (ныне Алма-Ата). В результате размолвки с консулом (консул В. Ф. Люба), Недачин вынужден был покинуть службу, после чего он уехал в Омск. Омск находился под властью А. В. Колчака, и С. В. Недачин поступил в контрразведку Верховного правителя России. В Омске Недачин оставался недолго и вскоре вновь оказался в Кульдже.
В 1919 году колчаковское командование нуждалось в информации об экономическом положении северо-западного Китая для возможного сотрудничества с русской диаспорой. В связи с этим разведотдел ставки А. В. Колчака в августе 1919 г. послал в Синьцзян прапорщика А. Н. Сидельникова. Миссия молодого офицера заключалась в том, чтобы «под видом чиновника Министерства снабжения» он изучил ситуацию на месте. Указание Сидельникову заключало в себе «Для целей осведомления… использовать русских торговцев г. Чугучака Павла Ефимовича Ботвина и Абдулджапара Сатарова. В г. Кульдже… войти в самую тесную связь с драгоманом [переводчиком] Российского консульства г-ном Недачиным». Когда Гражданская война в России окончилась, Недачин работал китайским разведчиком в Кульдже, а впоследствии был направлен в столицу провинции Синьцзян город Урумчи.
В Урумчи С. В. Недачин стал начальником местной таможни. Вместе с тем в его обязанности входило оповещение китайских властей о деятельности советского консульства в Урумчи. Недачин нередко бывал в консульстве и поддерживал деловые связи с консулом А. Е. Быстровым-Запольским. В свою очередь, Быстров-Запольский попросил С. В. Недачина подготовить подробную информацию о политическом и экономическом положении района Синьцзян, что Недачин и сделал. Советская разведка докладывала, что Недачин часто встречался с советским консулом на личной квартире Быстрова-Запольского. Там же находился шифр и секретные документы советской дипломатической миссии. Впоследствии С. В. Недачин принял китайское гражданство несмотря на все попытки советского консула добиться для Недачина советского гражданства и, более того, принять его на работу в Наркоминдел.
В то же время советский консул в китайском городе Чугучак Лайош Гавро менее оптимистично относился к перспективе сделать из С. В. Недачина советского дипломата. По его мнению, Недачин по-прежнему продолжал сотрудничать с китайской разведкой. В Китае Недачина также связывали отношения с эмигрантом В. Черновым, хорунжим из ближайшего окружения полковника П. Папенгута, возглавлявшего в своё время «Офицерский союз» из бывших соратников атамана А. И. Дутова. В то же время В. Чернов был личным секретарём советского консула в Урумчи Быстрова-Запольского. Чернов отслужил в китайской армии, затем, приехав в Урумчи, сблизился с А. Е. Быстровым-Запольским и благодаря этому знакомству он получил советское гражданство, уехав из Китая в СССР.
Судьба Недачина сложилась иначе. Он остался в Китае. Как пишет современный историк Е. Н. Наземцева, в 1927—1930 годах С. В. Недачин входил в группу эмигрантов бывшего российского консула А. А. Дьякова, И. В. Глушкова, Россова, Фадеева, которая была «одной из самых активных в своей антисоветской деятельности групп белых эмигрантов». А. А. Дьяков был советником губернатора Синьцзяна, а С. В. Недачин был учителем сына синьцзянского дуцзюня, т. е. губернатора. Впоследствии Недачин покинул Синьцзян и поселился в Маньчжурии. Последние документы его, по информации Главного бюро по делам российских эмигрантов в Маньчжурской империи, фигурируют за 1935—1938 гг. После этого следы Недачина теряются в китайской эмиграции.